# اشکالی سیدی
اشکالی سیدی، روستایی است از توابع بخش مرکزی شهرستان تنگستان استان بوشهر ایران.

## جمعیت
این روستا کوچک در دهستان اهرم قرار داشته و بر اساس سرشماری سال ۱۳۸۵ جمعیت آن ۵۹نفر (۱۲خانوار) بوده‌است.دلیل نام گذاری آن به اشکالی سیدی حضور و ساکن شدن سادات در این روستا می‌باشد ، که بخش اعظم ساکنین روستا را تشکیل میدهند،اولین کسانی که ساکن این روستا شده اند، اجداد سید علی آذرشب (حسینی) می‌باشد  که طی سالیان گذشته وارد و ساکن این روستا شدند،وجود مجالس روضه و عزاداری در منزل سید علی آذرشب و جمع شدن کل مردم روستا در خانه این سید جلیل، باعث ساختن مسجد در این روستا شد، که تاکنون مردم جهت انجام فریضه نماز ومداحی و عزاداری به این مسجد مراجعه میکنند.یکی دیگراز مکانهای مذهبی در این روستا وجود امامزاده شاهزاده اسماعیل و خواهرش در این روستا می‌باشد ، که همیشه زیارتگاه دوست‌داران اهل بیت و ائمه اطهار می‌باشد ، که همیشه ساکنین خود روستا و روستاهای اطراف جهت زیارت به این امامزاده مراجعه می‌کنند.